# Selecció de futbol d'Aruba
La selecció de futbol d'Aruba és l'equip nacional de futbol d'Aruba i és controlada per l'Associació de Futbol d'Aruba.

## Resultats

### Copa del Món
- 1930 a 1994 — No va participar
- 1998 a 2018 — No es va classificar

## Copa d'Or de la CONCACAF
Resultat general: Sense participació
- 1991 — Sense participació
- 1993 — Retirat
- 1996 a 2003 — No es classificà
- 2005 — Retirat
- 2007 a 2009 — No es classificà
- 2011 — Retirat
- 2013 a 2017 — No es classificà

## Copa del Carib
- 1989 — No es classificà
- 1991 — No participà
- 1992 — No es classificà
- 1993 — Es retirà
- 1994 — No participà
- 1995 — No es classificà
- 1996 — No participà
- 1997 a 1998 — No es classificà
- 1999 — Es retirà
- 2001 — No es classificà
- 2005 a 2007 — Es retirà
- 2008 — Primera Ronda
- 2010 — No participà
- 2012 — Primera Ronda
- 2014 — No es classificà

## Entrenadors
- René Notten (1995)
- Marco Rasmijn (2000)
- Azing Griever (2004–2006)
- Marcelo Muñoz (2004), (2008–2010)
- Epi Albertus (2010–)